# Eumacepolus salicis
Eumacepolus salicis är en stekelart som beskrevs av Boucek 1993. Eumacepolus salicis ingår i släktet Eumacepolus och familjen puppglanssteklar. Inga underarter finns listade i Catalogue of Life.